# Cirilo IX Moghabghab
Cirilo IX Moghabghab (Ain Zhalta, 29 de octubre de 1855-Alejandría, 8 de septiembre de 1947) fue un religioso libanés, Patriarca de Antioquía y todo el Oriente, Alejandría y Jerusalén de los Melquitas. 

## Biografía
Nació como Daher Moghabghab en 1855 en Ain-Zehalta, Líbano (en aquel entonces perteneciente al Imperio otomano). En 1883 fue ordenado sacerdote, y en 1899 nombrado obispo de Zahlé y Furzol (Líbano). Fue uno de los primeros obispos melkitas en visitar América cuando, en 1904, viajó a Brasil. El 8 de diciembre de 1925 fue nombrado obispo de Damasco y Patriarca de Antioquía de los Melquitas, siendo confirmado el 21 de junio de 1926 por la Santa Sede con la ecclesiastica communio. Como patriarca adoptó el nombre de Cirilo IX (Kyrillos). 
Y también fue el protector de la Orden de San Lázaro de Jerusalén.
| Predecesor: Demetrio I Qadi | Patriarca de Antioquía y todo el Oriente, Alejandría y Jerusalén de los Melquitas 1925-1947 | Sucesor: Máximo IV Saigh |